# Silnik o zmiennym cyklu pracy
Silnik o zmiennym cyklu pracy – spalinowy silnik tłokowy o zapłonie iskrowym, który w zależności od potrzeb pracuje w cyklu Otto lub Atkinsona.
Przy niewielkich obciążeniach wykorzystywany jest oszczędny cykl Atkinsona. Dzięki opóźnionemu zamknięciu zaworów dolotowych suw pracy jest w nim dłuższy od efektywnego suwu sprężania. Umożliwia to przekazanie tłokowi większej części energii rozprężających się gazów spalinowych, niż w konwencjonalnym cyklu Otto i zapewnia większą sprawność termodynamiczną, co jednak okupione jest mniejszą gęstością mocy.
Przy głębokim wciśnięciu pedału przyspieszenia silnik przechodzi w cykl Otto. Zawory dolotowe zamykają się na początku suwu sprężania, dzięki czemu wykorzystywana jest cała pojemność skokowa cylindrów, co umożliwia osiągnięcie maksymalnej mocy i momentu obrotowego przy większym zużyciu paliwa.
Płynna zmiana cyklu pracy jest możliwa dzięki zastosowaniu inteligentnego systemu zmiennych faz rozrządu z szerokim zakresem regulacji czasu otwarcia zaworów dolotowych.
Koncepcję silnika zdolnego do pracy w cyklach Atkinsona i Otto przedstawili po raz pierwszy w 1982 roku badacze z Uniwersytetu w Tel Awiwie i Instytutu Technologii Technion w Hajfie. Ich eksperymenty wykazały zmniejszenie zużycia paliwa o 19% w stosunku do silników konwencjonalnych, a także obniżenie emisji tlenku węgla i tlenków azotu.
W kolejnych latach prace nad rozwinięciem tej koncepcji prowadzono na Uniwersytecie Sheffield, Uniwersytecie Calgary i w Ford Motor Company. W połowie lat 90. Ford testował zmodyfikowany czterocylindrowy silnik 1,6 l z przesunięciem faz rozrządu symulującym pracę w cyklach Atkinsona i Otto, uzyskując zmniejszenie zużycia paliwa o 15%, jednak przy wzroście emisji niedopalonych węglowodorów. W 2008 roku Ford uzyskał patent na swoje rozwiązania.
Praktycznej realizacji idea silnika o zmiennym cyklu pracy doczekała się w samochodach Lexus NX 200t, Lexus RX 200t i Lexus IS 200t z turbodoładowanym, czterocylindrowym silnikiem rzędowym 8AR-FTS o pojemności skokowej 2 l oraz Lexus RC F z pięciolitrowym, wolnossącym silnikiem V8 2UR-GSE. Pracą zaworów steruje w nich system VVT-iW (Variable Valve Timing intelligent – Wide), w którym wałek rozrządu zaworów dolotowych napędzany jest precyzyjnie sterowanym silnikiem elektrycznym.